# Georg Gerstäcker
 (mai 2017).
Si vous disposez d'ouvrages ou d'articles de référence ou si vous connaissez des sites web de qualité traitant du thème abordé ici, merci de compléter l'article en donnant les références utiles à sa vérifiabilité et en les liant à la section « Notes et références ».
Georg Gerstäcker (3 juin 1889 - 21 décembre 1949) était un lutteur allemand qui gagna la médaille d'argent aux Jeux olympiques d'été de 1912 à Stockholm dans la catégorie poids plume.